# ABU Robocon 2018
Robocon Ninh Bình 2018 là cuộc thi Robocon được tổ chức lần thứ 17 của Hiệp hội Phát thanh Truyền hình châu Á -Thái Bình Dương diễn ra tại Ninh Bình, Việt Nam. Chủ đề của cuộc thi lần này là Sải cánh vươn cao, lấy cảm hứng từ ném còn - trò chơi dân gian phổ biến ở vùng Tây Bắc Việt Nam được chơi trong dịp lễ.
Cuộc thi có sự góp mặt của 18 đội tuyển, trong đó hai đại diện của Việt Nam (qua cuộc thi Robocon Việt Nam năm 2018) đều đến từ đại học Lạc Hồng.
Đương kim vô địch Việt Nam, đại diện là đội Việt Nam 2 (LH-GALAXY) đã bảo vệ thành công chức vô địch sau khi đánh bại đội Trung Quốc ở trận chung kết. Đây là lần thứ 7 Việt Nam vô địch ABU Robocon và là lần đầu tiên đội "hạt giống số 2" của nước chủ nhà giành chức vô địch trong lịch sử cuộc thi.

## Luật chơi
Mục tiêu trò chơi là ném còn qua các vòng ở trên cao. Trong trò chơi, mỗi đội được cấp một số quả còn và cần thiết kế 2 robot, một robot điều khiển bằng tay và một robot tự động. Robot điều khiển bằng tay phải cầm các quả còn tới vị trí robot tự động, cố gắng để ném còn qua các vòng (không như trò chơi truyền thống, có ba cái vòng ở các độ cao khác nhau trong trò chơi này).
Trận đấu sẽ kết thúc khi:
- Robot tự động ném trái còn qua vòng còn vàng và rơi vào đĩa vàng. Đội đó sẽ giành chiến thắng tuyệt đối, gọi là "Rồng bay" ("Flying dragon")
- Hết 3 phút mà không có đội nào giành được "Rồng bay". Lúc này, trọng tài sẽ tính tổng số điểm mà các đội ghi được, đội ghi được nhiều điểm hơn sẽ giành chiến thắng. Điểm được tính như sau:
  - Robot điều khiển bằng tay trao còn cho robot tự động: 1 điểm
  - Robot ném còn vào vòng còn có màu của đội mình tại khu vực gần (TZ1): 10 điểm
  - Robot ném còn vào vòng còn có màu của đội mình tại khu vực xa (TZ2): 15 điểm
  - Robot ném còn vào vòng còn vàng (TZ3): 30 điểm.

## Các đội tham dự
| STT | Quốc gia    | Trường đại học đại diện                        | Tên đội   | Đài truyền hình                             |
| --- | ----------- | ---------------------------------------------- | --------- | ------------------------------------------- |
| 1   | Việt Nam 1  | Trường Đại học Lạc Hồng                        | LH-ATM    | Đài truyền hình Việt Nam                    |
| 2   | Việt Nam 2  | Trường Đại học Lạc Hồng                        | LH-GALAXY | Đài truyền hình Việt Nam                    |
| 3   | Campuchia   | Học viện công nghệ Campuchia                   |           | National Television of Kampuchea            |
| 4   | Trung Quốc  | Đại học Đông Bắc Trung Quốc                    | Chưa rõ   | Đài truyền hình Trung ương Trung Quốc       |
| 5   | Ai Cập      | Học viện Kỹ thuật cao thứ 10 thành phố Ramadan | Chưa rõ   | Hiệp hội phát thanh truyền hình Ai Cập      |
| 6   | Fiji        | Đại học Nam Thái Bình Dương                    | Chưa rõ   | Công ty TNHH truyền hình Fiji               |
| 7   | Hồng Kông   | Đại học Khoa học Công nghệ Hồng Kông           | Chưa rõ   | Đài phát thanh truyền hình Hồng Kông        |
| 8   | Ấn Độ       | Học viện Công nghệ, Đại học Nirma              | Chưa rõ   | Doordarshan                                 |
| 9   | Indonesia   | Học viện công nghệ Sepuluh Nopember, Surabaya  | Chưa rõ   | Televisi Republik Indonesia                 |
| 10  | Iran        | Học viện Hồi giáo Qazvin Azad                  | Chưa rõ   | Hãng truyền thông Cộng hòa Hồi giáo Iran    |
| 11  | Nhật Bản    | Đại học Tokyo                                  | RoboTech  | Tập đoàn truyền hình Nhật Bản (NHK)         |
| 12  | Kazakhstan  | Đại học Công nghệ thông tin Quốc tế            | Chưa rõ   | Hãng thông tấn Khabar                       |
| 13  | Malaysia    | Đại học Công nghệ Malaysia                     | Chưa rõ   | Đài phát thanh truyền hình Malaysia         |
| 14  | Mông Cổ     | Đại học Khoa học Công nghệ Mông Cổ             | Chưa rõ   | Đài phát thanh truyền hình Cộng hòa Mông Cổ |
| 15  | Nepal       | Đại học Tribhuvan (IOE)                        | Chưa rõ   | Đài truyền hình Nepal                       |
| 16  | Pakistan    | Trung tâm Nghiên cứu cao cấp về Cơ khí         | Chưa rõ   | Đài phát thanh & truyền hình Pakistan       |
| 17  | Sri Lanka   | Đại học Peradeniya                             | Chưa rõ   | Công ty TNHH Mạng truyền hình độc lập       |
| 18  | Thái Lan    | Đại học Ubon Ratchathani                       | Munpla    | Công ty TNHH Công cộng MCOT                 |
| 19  | Ả Rập Xê Út | Đại học King Abdulaziz                         | Chưa rõ   | Chưa rõ                                     |

- Do một số trục trặc trong việc vận chuyển robot và thủ tục nhập cảnh, robot của đội Ả Rập Xê Út đã không thể nhập cảnh vào Việt Nam, đồng nghĩa với việc họ không thể tham gia thi đấu.

## Bốc thăm
18 đội tuyển được chia làm 6 bảng đấu. Mỗi bảng bao gồm 3 đội, trong đó có 1 đội hạt giống (là 1 trong 6 đội có kết quả chạy thử tốt nhất). Lễ bốc thăm được tổ chức vào ngày 25 tháng 8 năm 2018, một ngày trước khi cuộc thi chính thức diễn ra.
Kết quả bốc thăm đã chia thành các bảng đấu như sau:
| Bảng A     | Bảng B    | Bảng C    | Bảng D     | Bảng E     | Bảng F    |
| ---------- | --------- | --------- | ---------- | ---------- | --------- |
| Iran       | Nepal     | Thái Lan  | Malaysia   | Ấn Độ      | Indonesia |
| Ai Cập     | Pakistan  | Hồng Kông | Việt Nam 1 | Kazakhstan | Mông Cổ   |
| Việt Nam 2 | Campuchia | Fiji      | Sri Lanka  | Trung Quốc | Nhật Bản  |

## Vòng bảng
Tất cả thời gian là giờ Việt Nam (UTC+7)
- Lưu ý: Đội ở bên trái là đội xanh còn đội bên phải là đội đỏ. Thang điểm tuyệt đối là 30 điểm (Rồng bay victory)

### Bảng B
| 26 tháng 8 năm 2018 Trận 8 Bảng B | Campuchia | 30 - 2 | Nepal | Ninh Bình, Việt Nam |
|                                   |           |        |       |                     |

## Vòng đấu loại trực tiếp

### Sơ đồ thi đấu
|  | Tứ kết | Tứ kết     | Tứ kết   |            |          | Bán kết    | Bán kết  | Bán kết |  |  | Chung kết | Chung kết | Chung kết |  |
|  |        |            |          |            |          |            |          |         |  |  |           |           |           |  |
|  |        |            |          |            |          |            |          |         |  |  |           |           |           |  |
|  | 1      | Trung Quốc | Rồng bay |            |          |            |          |         |  |  |           |           |           |  |
|  | 1      | Trung Quốc | Rồng bay |            |          |            |          |         |  |  |           |           |           |  |
|  | 8      | Ai Cập     | 0        |            |          |            |          |         |  |  |           |           |           |  |
|  | 8      | Ai Cập     | 0        |            | 1        | Trung Quốc | Rồng bay |         |  |  |           |           |           |  |
|  |        |            |          |            | 1        | Trung Quốc | Rồng bay |         |  |  |           |           |           |  |
|  |        |            | 4        | Campuchia  | 0        |            |          |         |  |  |           |           |           |  |
|  | 5      | Thái Lan   | 4        | Campuchia  | 0        | 18         |          |         |  |  |           |           |           |  |
|  | 5      | Thái Lan   |          |            |          |            |          |         |  |  |           |           |           |  |
|  | 4      | Campuchia  | Rồng bay |            |          |            |          |         |  |  |           |           |           |  |
|  | 4      | Campuchia  | Rồng bay |            | 1        | Trung Quốc | 29       |         |  |  |           |           |           |  |
|  |        |            |          |            |          |            |          |         |  |  |           |           |           |  |
|  |        |            | 2        | Việt Nam 2 | Rồng bay |            |          |         |  |  |           |           |           |  |
|  | 3      | Việt Nam 1 | 2        | Việt Nam 2 | Rồng bay | 29         |          |         |  |  |           |           |           |  |
|  | 3      | Việt Nam 1 |          |            |          |            |          |         |  |  |           |           |           |  |
|  | 6      | Nhật Bản   | Rồng bay |            |          |            |          |         |  |  |           |           |           |  |
|  | 6      | Nhật Bản   | Rồng bay |            | 6        | Nhật Bản   | 0        |         |  |  |           |           |           |  |
|  |        |            |          |            | 6        | Nhật Bản   | 0        |         |  |  |           |           |           |  |
|  |        |            | 2        | Việt Nam 2 | Rồng bay |            |          |         |  |  |           |           |           |  |
|  | 7      | Malaysia   | 2        | Việt Nam 2 | Rồng bay | 27         |          |         |  |  |           |           |           |  |
|  | 7      | Malaysia   |          |            |          |            |          |         |  |  |           |           |           |  |
|  | 2      | Việt Nam 2 | Rồng bay |            |          |            |          |         |  |  |           |           |           |  |
|  | 2      | Việt Nam 2 | Rồng bay |            |          |            |          |         |  |  |           |           |           |  |
|  |        |            |          |            |          |            |          |         |  |  |           |           |           |  |

### Chi tiết
- Lưu ý:1. Đội ở bên trái là đội xanh còn đội bên phải là đội đỏ. 2. Thang điểm tuyệt đối là 30 điểm (Rồng bay victory).

Tứ kết
| 26 tháng 8 năm 2018 Tứ kết 1 | Trung Quốc | 30 - 0 | Ai Cập | Ninh Bình, Việt Nam |
|                              |            |        |        |                     |

Trung Quốc giành chiến thắng Rồng bay 
| 26 tháng 8 năm 2018 Tứ kết 2 | Thái Lan | 18 - 30 | Campuchia | Ninh Bình, Việt Nam |
|                              |          |         |           |                     |

Campuchia giành chiến thắng Rồng bay
| 26 tháng 8 năm 2018 Tứ kết 3 | Việt Nam 1 | 29 - 30 | Nhật Bản | Ninh Bình, Việt Nam |
|                              |            |         |          |                     |

Nhật Bản giành chiến thắng Rồng bay
| 26 tháng 8 năm 2018 Tứ kết 4 | Malaysia | 27 - 30 | Việt Nam 2 | Ninh Bình, Việt Nam |
|                              |          |         |            |                     |

Việt Nam 2 giành chiến thắng Rồng bay
Bán kết
| 26 tháng 8 năm 2018 Bán kết 1 | Trung Quốc | 30 - 0 | Campuchia | Ninh Bình, Việt Nam |
|                               |            |        |           |                     |

Trung Quốc giành chiến thắng Rồng bay
| 26 tháng 8 năm 2018 Bán kết 2 | Nhật Bản | 0 - 30 | Việt Nam 2 | Ninh Bình, Việt Nam |
|                               |          |        |            |                     |

Việt Nam 2 giành chiến thắng Rồng bay
Chung kết

Việt Nam 2 giành chiến thắng Rồng bay và là nhà vô địch của ABU Robocon 2018.
| 26 tháng 8 năm 2018 Chung kết | Trung Quốc | 29 - 30 | Việt Nam 2 | Ninh Bình, Việt Nam |
|                               |            |         |            |                     |

## Kết quả
| Vô địch ABU Robocon Ninh Bình 2018 LH-GALAXY Đại học Lạc Hồng - Việt Nam Lần thứ bảy |